# Aghworik
Aghworik – wieś w Armenii, w prowincji Szirak. W 2011 roku liczyła 89 mieszkańców.